# Andriivka, Sumî
Andriivka (în ucraineană Андріївка) este un sat în comuna Oleksiivka din raionul Sumî, regiunea Sumî, Ucraina.

## Demografie
Componența lingvistică a localității Andriivka
     Ucraineană (97,67%)
     Rusă (2,33%)
Conform recensământului din 2001, majoritatea populației localității Andriivka era vorbitoare de ucraineană (97,67%), existând în minoritate și vorbitori de rusă (2,33%).